# Bahnstrecke Absdorf-Hippersdorf–Krems an der Donau
| Streckennummer (ÖBB): | 111 01                                                    |                                                 |                                       |
| Kursbuchstrecke (ÖBB): | 810 820                                                   |                                                 |                                       |
| Streckenlänge: | 31,5 km                                                   |                                                 |                                       |
| Spurweite: | 1435 mm (Normalspur)                                      |                                                 |                                       |
| Netzkategorie: | A                                                         |                                                 |                                       |
| Streckenklasse: | D4 (Absdorf-Hippersdorf–Hadersdorf) D3 (Hadersdorf–Krems) |                                                 |                                       |
| Stromsystem: | 15 kV / 16,7 Hz ~                                         |                                                 |                                       |
| Maximale Neigung: | 6 ‰                                                       |                                                 |                                       |
| Minimaler Radius: | 200 m                                                     |                                                 |                                       |
| Streckengeschwindigkeit: | 120 km/h                                                  |                                                 |                                       |
| Zugbeeinflussung: | PZB                                                       |                                                 |                                       |
| |                                                           |                                                 |                                       |
| \| \| \| Franz-Josefs-Bahn von Wien \| \| \| \| 0,000 \| Absdorf-Hippersdorf \| 183 m ü. A. \| \| \| \| Franz-Josefs-Bahn nach České Velenice \| \| \| \| 4,372 \| Königsbrunn-Unterstockstall (bis 12. Dez. 2015) \| 191 m ü. A. \| \| \| \| Gießwein \| \| \| \| 7,402 \| Kirchberg am Wagram \| 188 m ü. A. \| \| \| \| Kamptal Straße \| \| \| \| 12,819 \| Fels am Wagram \| 192 m ü. A. \| \| \| 16,469 \| Wagram-Grafenegg \| 196 m ü. A. \| \| \| 20,578 \| Etsdorf-Straß \| 202 m ü. A. \| \| \| \| Kamp \| \| \| \| \| Kamptalbahn von Sigmundsherberg \| \| \| \| 22,108 \| Hadersdorf am Kamp \| 203 m ü. A. \| \| \| 24,556 \| Gedersdorf \| 197 m ü. A. \| \| \| 27,245 \| Rohrendorf \| 201 m ü. A. \| \| \| 27,850 \| HOA/FOA/SOA-Anlage \| HOA/FOA/SOA-Anlage \| \| \| 28,926 \| Krems an der Donau-Nord \| Krems an der Donau-Nord \| \| \| 29,135 \| AB Kremser Hafen- und Industriebahn \| AB Kremser Hafen- und Industriebahn \| \| \| \| Kremser Ersatzstraße \| \| \| \| 30,515 \| Krems an der Donau-Vorbf \| Krems an der Donau-Vorbf \| \| \| \| Krems \| \| \| \| 31,466 \| Krems a.d. Donau \| 199 m ü. A. \| \| \| \| Wachaubahn nach Emmersdorf \| \| \| \| \| nach Herzogenburg \| \| |                                                           |                                                 |                                       |
| Strecke |                                                           | Franz-Josefs-Bahn von Wien                      | Franz-Josefs-Bahn von Wien            |
| Bahnhof | 0,000                                                     | Absdorf-Hippersdorf                             | 183 m ü. A.                           |
| Abzweig geradeaus und nach rechts |                                                           | Franz-Josefs-Bahn nach České Velenice           | Franz-Josefs-Bahn nach České Velenice |
| ehemaliger Haltepunkt / Haltestelle | 4,372                                                     | Königsbrunn-Unterstockstall (bis 12. Dez. 2015) | 191 m ü. A.                           |
| Brücke über Wasserlauf |                                                           | Gießwein                                        | Gießwein                              |
| Bahnhof | 7,402                                                     | Kirchberg am Wagram                             | 188 m ü. A.                           |
| Brücke |                                                           | Kamptal Straße                                  | Kamptal Straße                        |
| Bahnhof | 12,819                                                    | Fels am Wagram                                  | 192 m ü. A.                           |
| Haltepunkt / Haltestelle | 16,469                                                    | Wagram-Grafenegg                                | 196 m ü. A.                           |
| Bahnhof | 20,578                                                    | Etsdorf-Straß                                   | 202 m ü. A.                           |
| Brücke über Wasserlauf |                                                           | Kamp                                            | Kamp                                  |
| Abzweig geradeaus und von rechts |                                                           | Kamptalbahn von Sigmundsherberg                 | Kamptalbahn von Sigmundsherberg       |
| Bahnhof | 22,108                                                    | Hadersdorf am Kamp                              | 203 m ü. A.                           |
| Haltepunkt / Haltestelle | 24,556                                                    | Gedersdorf                                      | 197 m ü. A.                           |
| Haltepunkt / Haltestelle | 27,245                                                    | Rohrendorf                                      | 201 m ü. A.                           |
| Kilometer-Wechsel | 27,850                                                    | HOA/FOA/SOA-Anlage                              | HOA/FOA/SOA-Anlage                    |
| Blockstelle | 28,926                                                    | Krems an der Donau-Nord                         | Krems an der Donau-Nord               |
| Abzweig geradeaus und nach links | 29,135                                                    | AB Kremser Hafen- und Industriebahn             | AB Kremser Hafen- und Industriebahn   |
| Strecke mit Straßenbrücke |                                                           | Kremser Ersatzstraße                            | Kremser Ersatzstraße                  |
| Blockstelle | 30,515                                                    | Krems an der Donau-Vorbf                        | Krems an der Donau-Vorbf              |
| Brücke über Wasserlauf |                                                           | Krems                                           | Krems                                 |
| Bahnhof | 31,466                                                    | Krems a.d. Donau                                | 199 m ü. A.                           |
| Abzweig geradeaus und nach rechts |                                                           | Wachaubahn nach Emmersdorf                      | Wachaubahn nach Emmersdorf            |
| Strecke |                                                           | nach Herzogenburg                               | nach Herzogenburg                     |

Die Bahnstrecke Absdorf-Hippersdorf–Krems an der Donau ist eine eingleisige, elektrifizierte Hauptbahn im österreichischen Bundesland Niederösterreich. Sie gehört zum Kernnetz der ÖBB Infrastruktur AG. Da die Bahnstrecke als Flügelbahn von der Kaiser Franz-Josephs-Bahn-Gesellschaft errichtet wurde, wird sie umgangssprachlich einfach als Franz-Josefs-Bahn oder als „Kremser Ast“ der Franz-Josefs-Bahn bezeichnet.

## Geschichte
Nach der Eröffnung der Franz-Josefs-Bahn zwischen Wien und Budweis im Jahr 1870 wurde der Bau der Strecke zwischen Krems und Absdorf-Hippersdorf begonnen. Der Initiator der Bahnstrecke war die k.k. privilegierte Kaiser Franz-Josephs-Bahn (KFJB), diese war eine Privateisenbahngesellschaft in Österreich, welche ihren Namen zu Ehren von Kaiser Franz Joseph erhalten hatte. Es wurden vier Baukanzleien in Krems, Hadersdorf am Kamp, Kirchberg am Wagram und Absdorf-Hippersdorf eingerichtet, von denen die Bauarbeiten gleichzeitig begannen. Die Strecke wurde am 10. Jänner 1872 als Flügelstrecke der Franz-Josefs-Bahn für den Personen- und Güterverkehr eröffnet. Zunächst wurde der heutige Bahnhof Etsdorf-Straß als Bahnhof Hadersdorf und später als Bahnhof Hadersdorf-Etsdorf geführt. Erst mit der Eröffnung der Kamptalbahn 1889 wurde der heutige Abzweigbahnhof Hadersdorf errichtet und zunächst Hadersdorf Lokalbahn benannt. Am 2. April 1945 forderte ein alliierter Bombenangriff auf den Kremser Bahnhof, der die Strecke in diesem Bereich schwer beschädigte, über 100 Tote, woran heute eine Gedenktafel am Bahnhofsgebäude erinnert.
Nach zwei Jahren Bauzeit wurde am 24. September 1982 mit einem Sonderzug der elektrische Betrieb auf der Bahnstrecke durch den damaligen Verkehrsminister Karl Lausecker aufgenommen. Im Dezember 2009 wurde die S-Bahn-Linie 4 von Krems über Stockerau nach Wien-Meidling durch die S-Bahn-Linie 3 ersetzt, diese wurde inzwischen bis Absdorf-Hippersdorf gekürzt. Am 12. Dezember 2015 endete – wie bei vielen anderen Haltestellen in der Ostregion – der Betrieb für die Bahnhaltestelle Königsbrunn-Unterstockstall, welche wegen zu niedrigem Fahrgastaufkommen aufgelassen wurde.
Der Bahnhof Hadersdorf am Kamp wurde bis November 2023 barrierefrei ausgebaut und mit einer vierten Bahnsteigkante ausgestattet, um bessere Umsteigeverbindungen von der Kamptalbahn Richtung Wien durch einen Taktknoten gewährleisten zu können. Zu den Hauptverkehrszeiten wird eine Verdichtung auf einen Halbstundentakt St. Pölten – Krems – Horn möglich. Zeitgleich wurde auch der Bahnhof Etsdorf-Straß barrierefrei ausgebaut.

## Streckenverlauf
Die Bahnstrecke verlässt den Bahnhof Absdorf-Hippersdorf und damit die Franz-Josephs-Bahn nordwestwärts, zieht geradlinig am Wagram entlang bis Etsdorf-Straß und biegt dann in einem engen Bogen, der auch den Kamp überquert, in Richtung Süden in den Bahnhof Hadersdorf am Kamp, wo die Kamptalbahn einmündet. Nach der Ausfahrt führt die Bahn in gerader, westlicher Linie nach Krems, dessen unweit der Donau angelegter Bahnhof nach Überbrückung des Krems-Flusses erreicht wird.

## Technik
In Hadersdorf am Kamp wurden die Signale und Weichen mit einem der letzten elektromechanischen EM55-Stellwerke gesteuert, der Nachbarbahnhof Etsdorf-Straß wurde von dort aus ferngesteuert. Im August 2023 wurde ein elektronisches Stellwerk in Betrieb genommen und die Bahnhöfe wie bereits davor jene in Kirchberg am Wagram, Fels und Absdorf-Hippersdorf in die Betriebsführungszentrale Wien eingebunden und von dort aus ferngesteuert. Die im Kilometer 27,850 befindliche Heißläuferortungsanlage/Festbremsortungsanlage für Klotzbremsen/Scheibenbremsortungsanlage (HOA/FOA/SOA) kontrolliert mittels Infrarotsensoren die Temperatur der Achslager und Klotz- und Scheibenbremsen vorbeifahrender Züge. Im Falle eines Alarms wird der betroffene Zug im Wagenuntersuchungsbahnhof Krems an der Donau angehalten und überprüft. Die Überwachung der Anlage ist in das Betriebsinformationssystem des Bahnhofes Krems an der Donau eingebunden.

## Personenverkehr
Die Strecke wird im Personenverkehr stündlich durch Regionalexpress-Züge von und nach Wien Franz-Josefs-Bahnhof befahren. Diese Züge durchfahren die Halte Gedersdorf und Rohrendorf. Weitere stündlich bis zweistündlich verkehrende Züge fahren über die Kamptalbahn von und nach Horn oder Sigmundsherberg und bedienen die Stationen Gedersdorf und Rohrendorf. In den Stoßzeiten wird der Verkehr in der jeweiligen Lastrichtung verdichtet. Dieses Fahrplankonzept auf der Gesamtstrecke besteht seit der Umstellung auf einen Taktfahrplan in der Ostregion, welcher 2015 eingeführt wurde. Zuvor gab es stündliche REX-Züge zwischen Wien und Krems, die nur wenige Halte bedienten und unregelmäßig verkehrende Regionalzüge mit Halt an allen Stationen.
Mit Fahrplanwechsel Dezember 2012 verkehrte erstmals ein Zugpaar über Tulln Stadt und die neue Westbahn zum Wiener Westbahnhof. Dieses Zugpaar wurde nach 3 Jahren wieder eingestellt. Während der Sperre der Tullner Donaubrücke im Jahr 2009 gab es darüber hinaus einzelne Züge, die über Stockerau und die S-Bahn Stammstrecke von und nach Payerbach-Reichenau fuhren.
Die REX bestehen aus einem Doppelstock-Wendezug und einer Lok der Reihe 1142 oder 1144. Die Züge ins Kamptal fahren mit Dieseltriebwagen der Reihe 5047 (Vereinzelt auch 5022).

## Güterverkehr
Im Güterverkehr wird die Strecke vorrangig durch Verschubgüterzüge befahren. Die Fahrten finden an Werktagen außer Samstag größtenteils am Vormittag statt. Weiterhin befahren auch Direktgüterzüge sowie internationale Containerzüge von und nach Krems an der Donau die Strecke. Diese Fahrten finden nur an gewissen Wochentagen und teilweise nur nach Bedarf statt.

## Ausbau
Ein selektiver zweigleisiger Ausbau und Geschwindigkeitserhöhungen dieser Strecke wurden 2024 in Rahmen des Zielnetzes 2040 dargestellt.

## Bilder

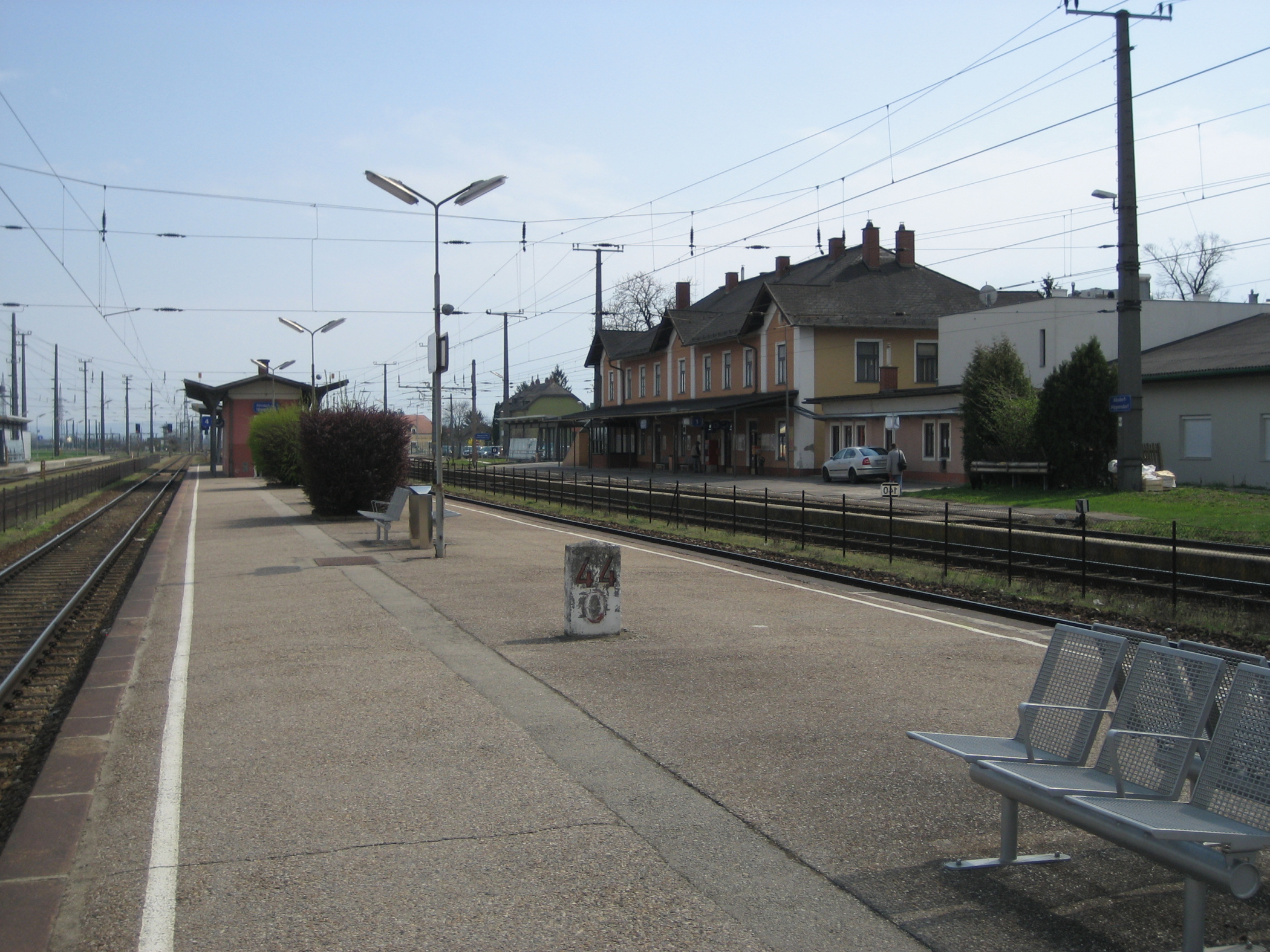
Bahnhof Absdorf-Hippersdorf vor dem Umbau
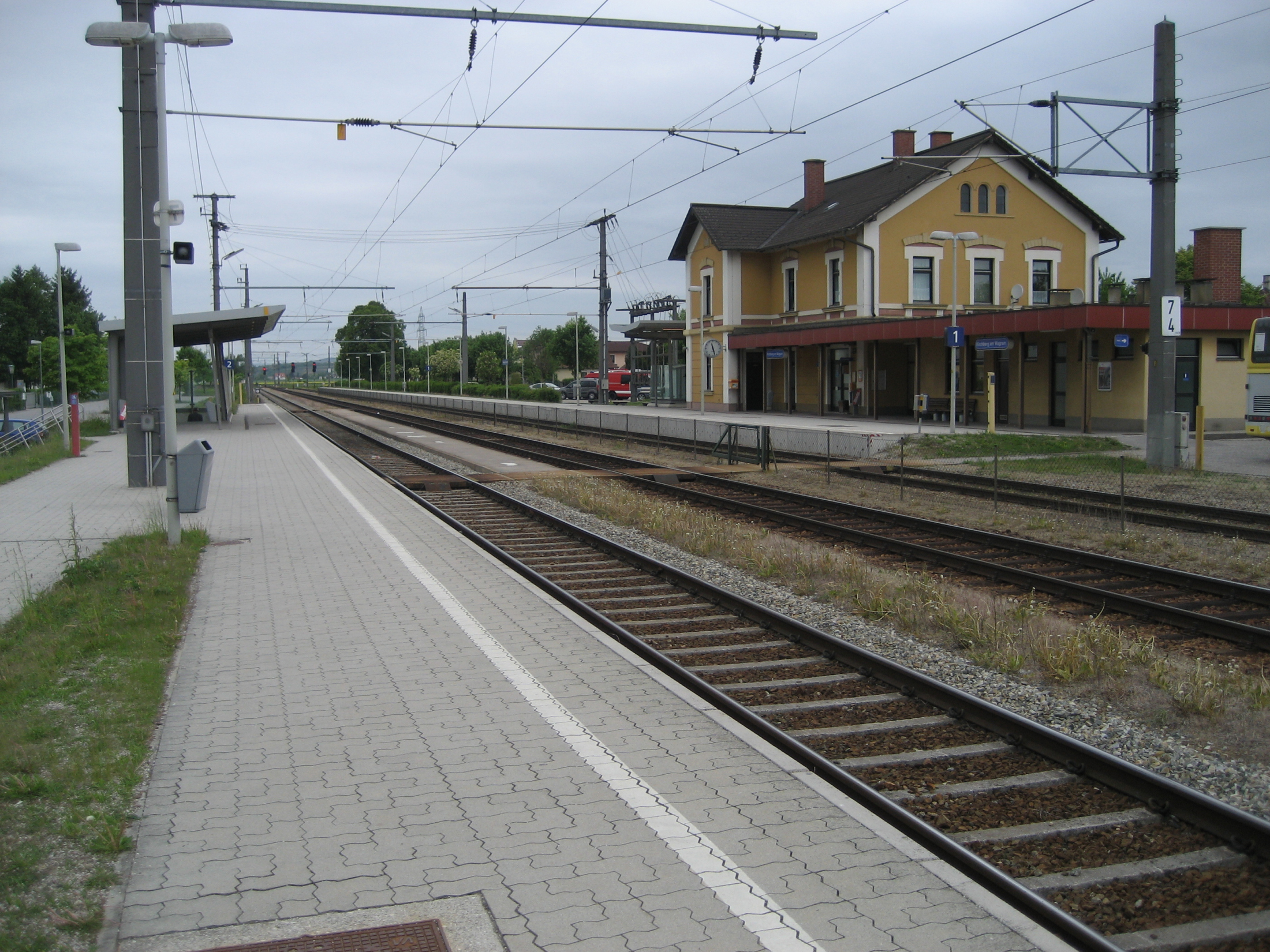
Bahnhof Kirchberg am Wagram
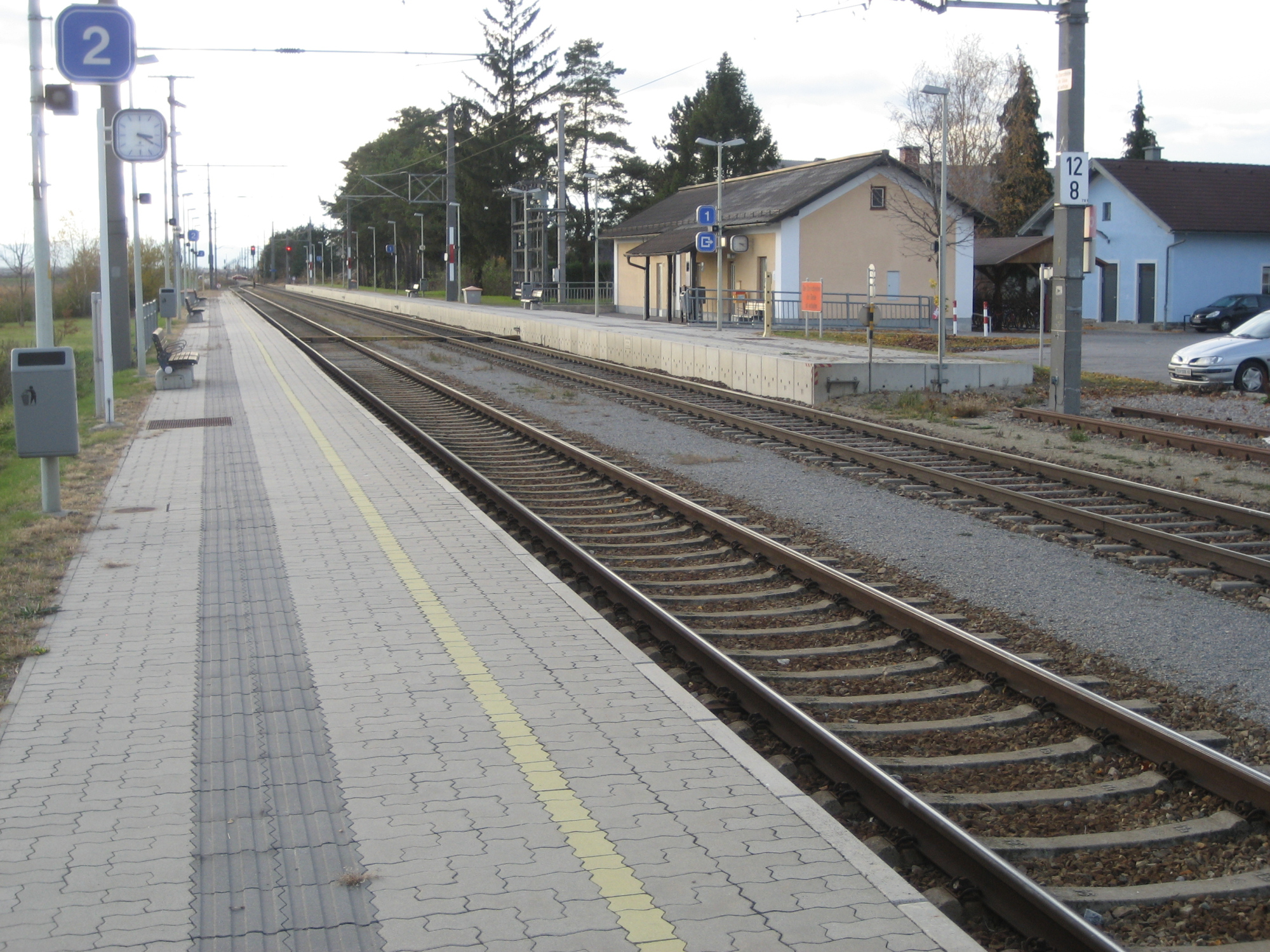
Bahnhof Fels am Wagram
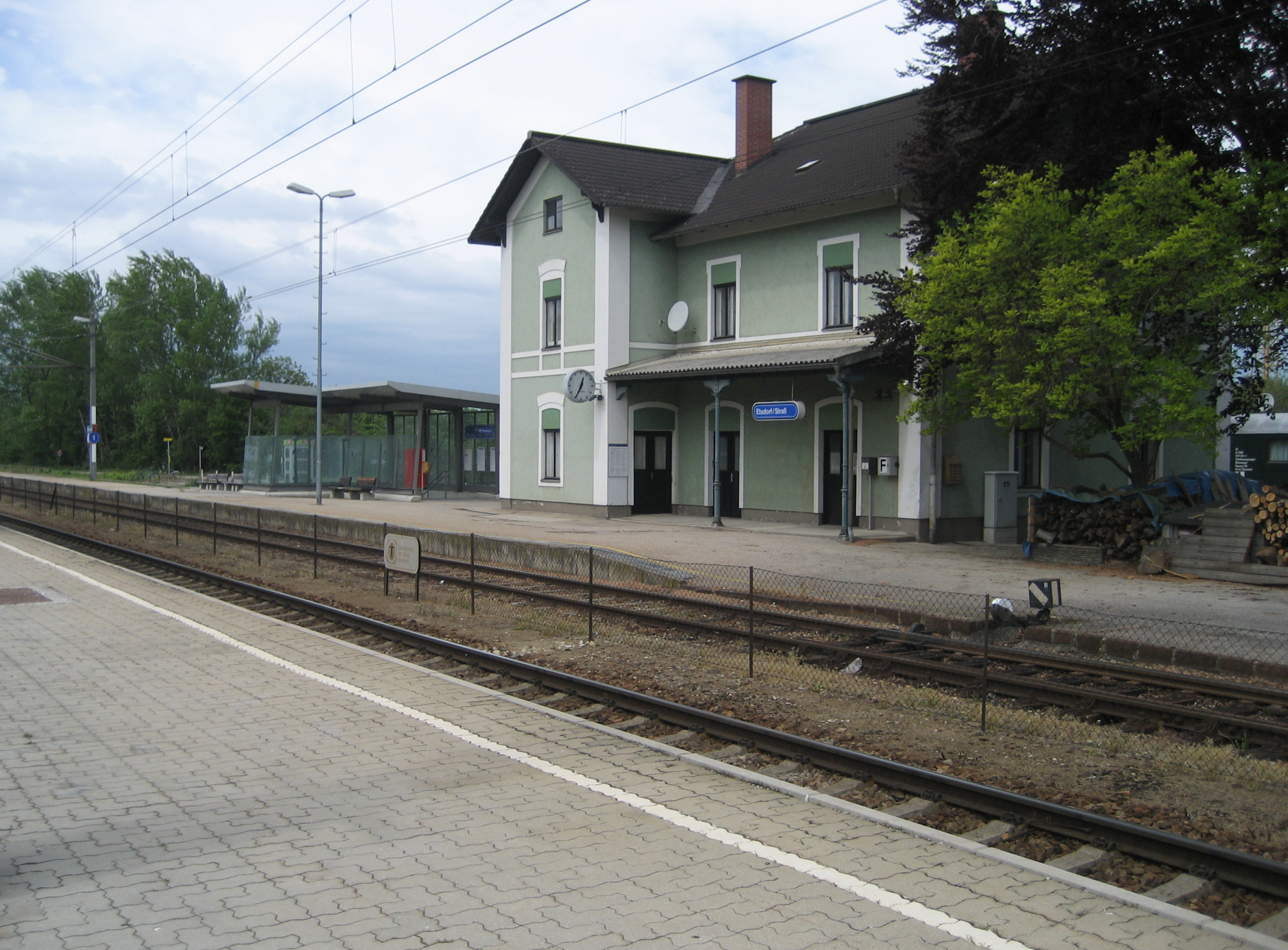
Bahnhof Etsdorf-Straß
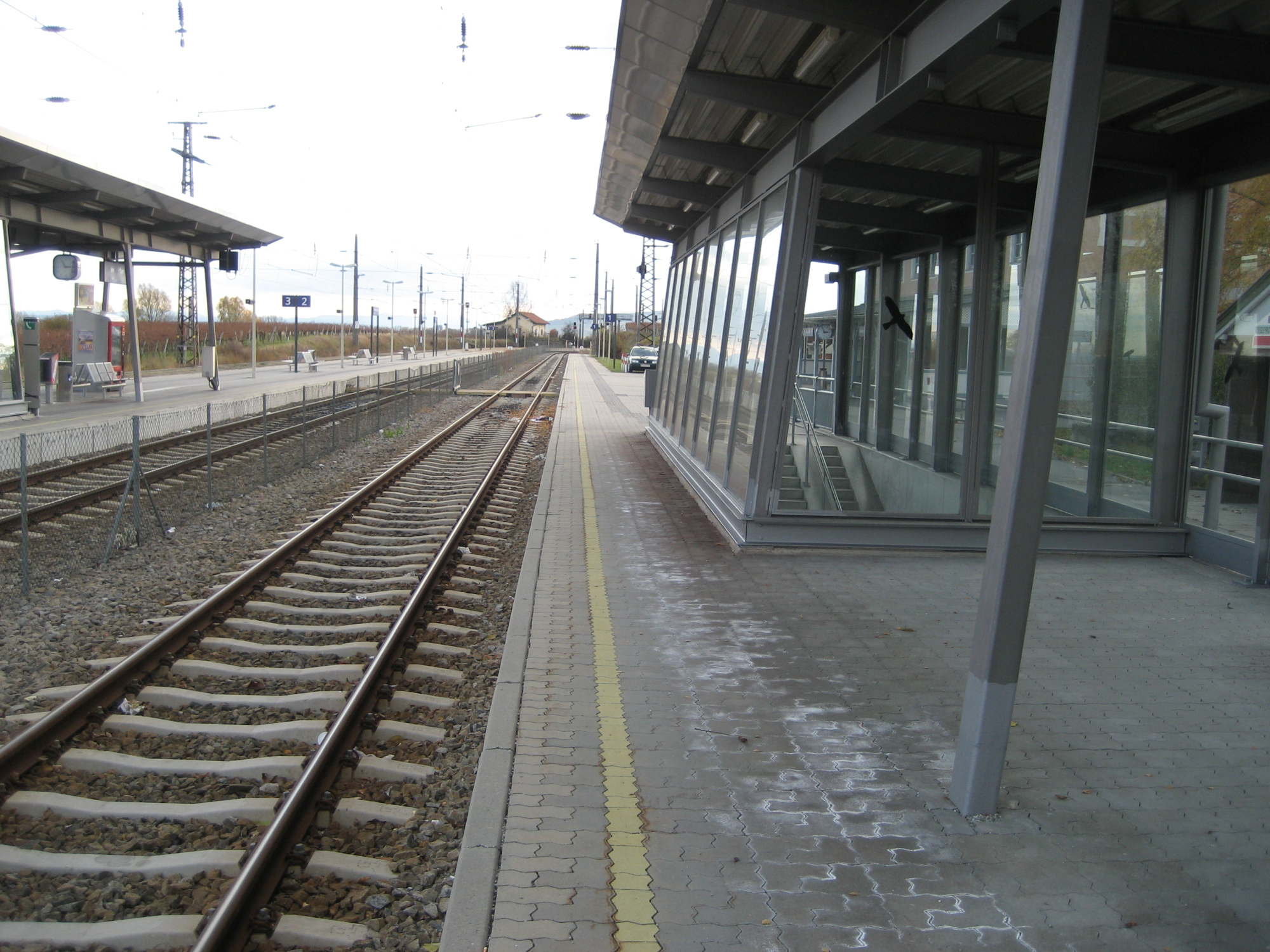
Bahnhof Hadersdorf am Kamp, hier zweigt die Kamptalbahn ab
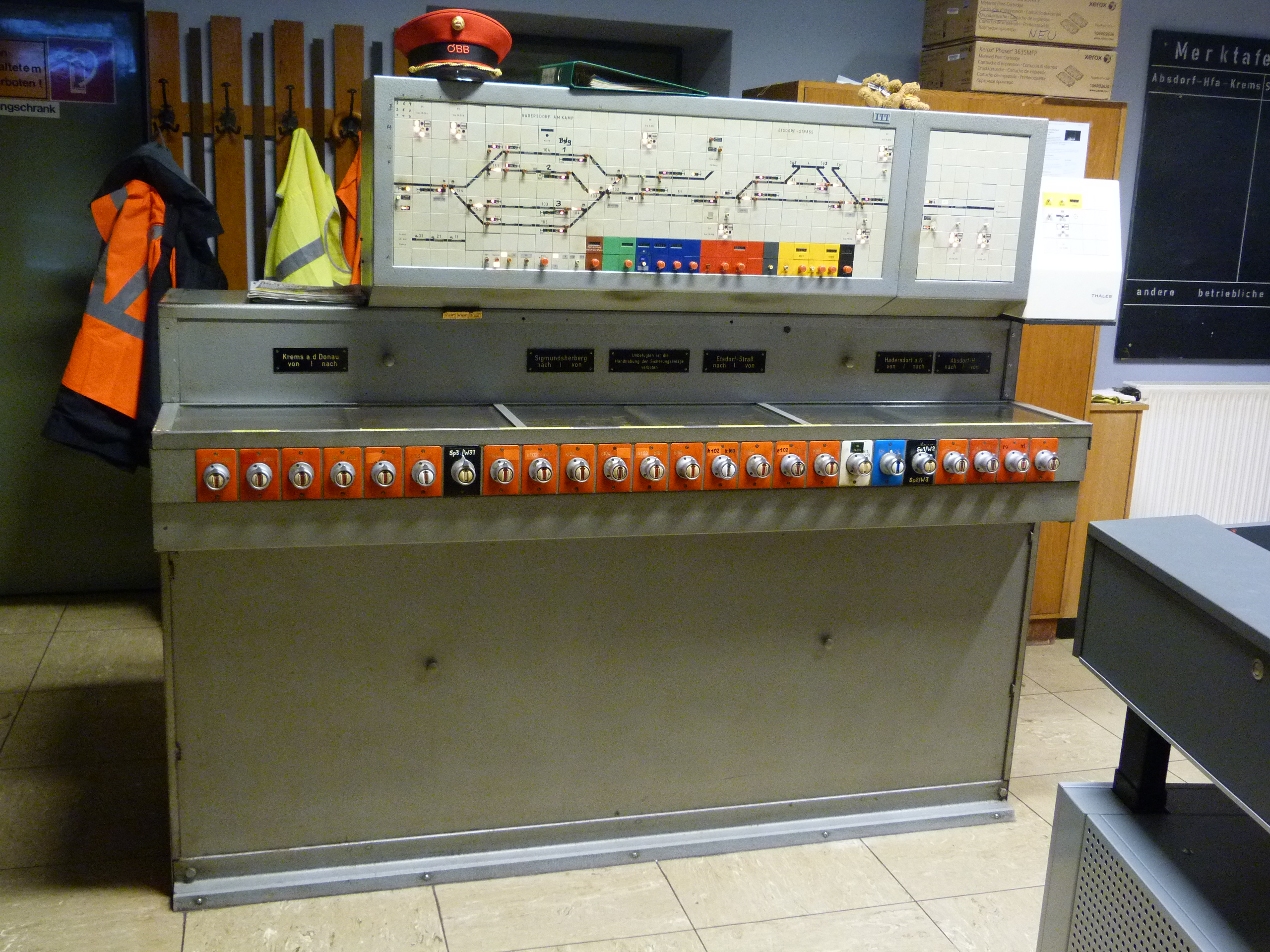
Elektromechanisches EM55-Stellwerk Hadersdorf
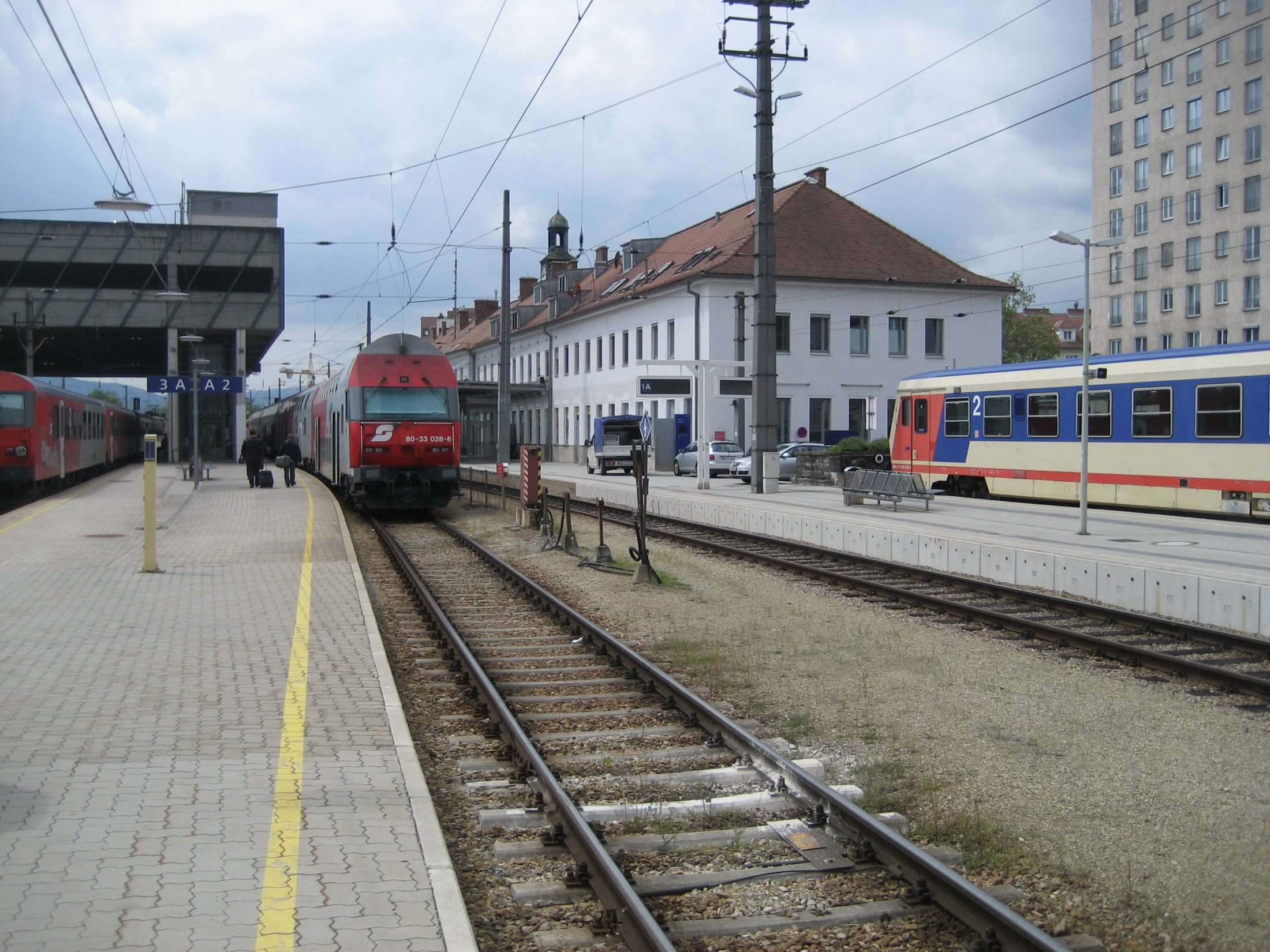
Bahnhof Krems, Endstation des Kremser Astes der Franz-Josefs-Bahn
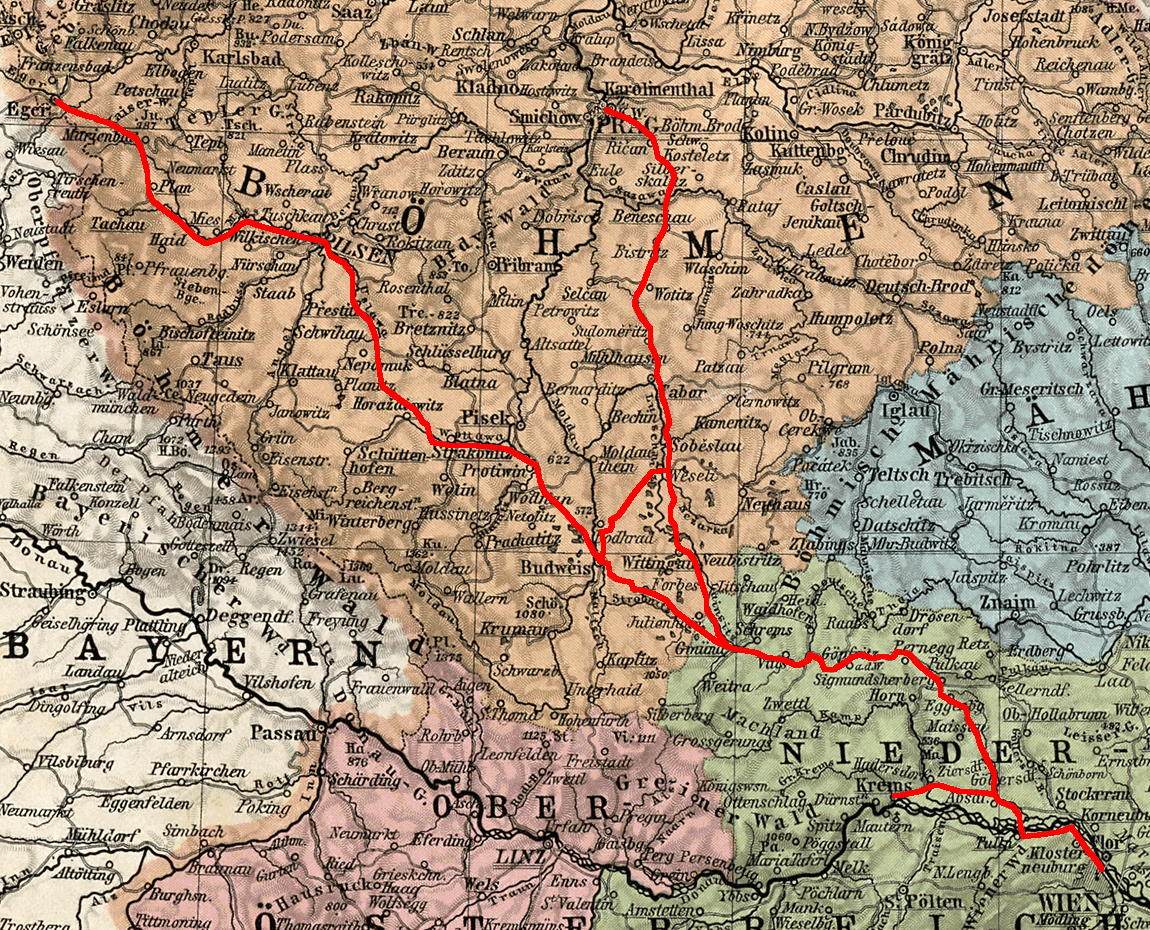
Der Kremser Ast im Streckennetz der Kaiser Franz Josephs Bahn